# Can Padró de Pagès
Can Padró de Pagès és una masia de Breda (Selva) inclosa a l'Inventari del Patrimoni Arquitectònic de Catalunya. Masia aïllada, de difícil accés i abandonada. Està orientada al sud-est. Coberta a doble vessant i en teula.

## Descripció
Façana arrebossada, la part més antiga està pintada d'un color granatós amb una línia blava i una de blanca a la part superior. A la porta que és rectangular (poc freqüent en una comarca on són pròpies les portes en arc de mig punt i dovellades), hi ha una inscripció: 1672. Les finestres d'aquesta part són petites i en arc deprimit còncau. A la part més nova, construïda fa uns cinquanta anys, la façana està simplement arrebossada, i les finestres són més grans, i a la part superior estan envoltades per rajoles blaves vidriades que fan com de trencaaigües, i a sobre, unes gelosies que fan de respiralls.
A la part est hi ha annexa una pallissa i a la dreta un pou. Tota la casa està en molt mal estat i està envoltada de bardisses.

## Història
Per un fogatge del 1947 sabem que ja vivia a Breda la família Padró, però no es fa referència a la masia en cap document, fins al segle xvi. Segons un fogatge de l'any 1595, Can Padró era propietat de Bernat Pons (conegut Padró), per això podem pensar en una datació entorn del segle xvi. També tenim notícies de la masia en un cens local de l'any 1735.